# Thymoites okumae
Thymoites okumae är en spindelart som först beskrevs av Yoshida 1988.  Thymoites okumae ingår i släktet Thymoites och familjen klotspindlar. Inga underarter finns listade i Catalogue of Life.